# Central States Wrestling (Missouri)
Central States Wrestling, kurz CSW, ist der Name einer US-amerikanischen Wrestling-Promotion, die in Kansas City, Missouri beheimatet ist. Besitzer ist die Firma Central States Entertainment, LLC.

## Geschichte
Im Jahr 2001 wurde CSW in Ottawa, Kansas gegründet und 2005 nach Missouri verlegt. Die Promotion sah sich in Tradition mit der alten Heart Of America ohne mit ihr identisch zu sein. In Kansas trat 2005 die NWA Kansas die Nachfolge der CSW an.
Als Antwort der Verlegung der NWA-CSW nach Missouri wurde im Dezember 2005 die Firma Central States Entertainment, LLC gegründet. Sie veranstaltete weiter unter dem Markenzeichen von Central States Wrestling, da sie sich diesen Namen hatte schützen lassen.
Infolge eines langen Rechtsstreits zwischen der National Wrestling Alliance und der Central States Entertainment, LLC wurde die NWA-CSW 2008 offiziell in NWA Dynamo Pro reorganisiert, da die Namensrechte für den Bundesstaat Missouri per Gerichtsbeschluss an die Central States Entertainment, LLC gefallen waren.